# Ганцевич, Григорий Самуилович
Ганцевич Григорий Самуилович ( 18 февраля 1915, Ганцевичи, Брестской области — 3 ноября 1986 ) — советский график.

## Биография
Учился в подготовительных классах Института живописи, скульптуры и архитектуры имени Репина. Участник художественных выставок с 1948. Работал в сфере плаката, прикладной графики,карикатуры,наглядной политической агитации и сатирической графики.

### Плакаты
- «Запретить оружие массового поражения !» (1957)
- Спутник и религия» (1958)
- «Свобода по-американски» (1963)
- «Янки, вон из Вьетнама !» (1965)
- «Бюрократ – нам первый враг» (1967)
- «Пусть напомнит эта дата, кто забыл о сорок пятом!» (1970)
- «Народу-герою слава !» (1973)
- «Миллионный трактор «Беларусь»» (1975)
- «Производственная гимнастика» (1976)
- «Правила ГАИ – правила твои» (1980)